# Federico J. Silva
Federico J. Silva nació en Las Palmas de Gran Canaria en 1963, es profesor de Lengua y Literatura, escritor y poeta. Ha sido galardonado con los Premios de Poesía Tomás Morales y Dulce María Loynaz, entre otros, ha escrito más de quince libros de distintos géneros, destacando la poesía.

## Trayectoria
Es licenciado en Filología Hispánica. Ha ejercido como profesor de Lengua Castellana y Literatura en diferentes centros de educación secundaria.  En 1994, consigue un Accésit del Premio de Poesía Tomás Morales con el libro A un amar adverso, publicado posteriormente en 1996. 
En 1995, el Museo Canario le publica el libro Sea de quien la mar no teme airada, y en 1996 el Gobierno de Canarias publica en la colección ‘Nuevas Escrituras Canarias’ el libro La luz que nos hiera. Manuel Díaz Martínez escribe una reseña sobre este autor en la Revista Espejo de Paciencia, a raíz de la publicación de este libro.
También, ese mismo año el Cabildo de Gran Canaria publica el ensayo Pablo de Rokha: la escritura de la transgresión.
En 1997, obtiene un Accésit en el V Premio Internacional de Poesía Ciudad de Las Palmas de GC, por su obra Ultimar en tus brazas, publicado en 1998.
Ha sido traducido al italiano por el poeta Gaetano Longo (Zeta News, Rivista Internazionale di Poesia e Ricerche) y han seleccionado poemas suyos en las revistas Espejo de paciencia, La Página, La Fábrica, Cuadernos del Ateneo de La Laguna, Clave Orión, Turia, Aula de Poesía de la Universitat de Barcelona, Ultramar, La Plazuela de Las Letras, Doxa, Papel Mojado, Al margen, Tiresias y Al-Harafish. Asimismo, ha leído en las Ferias del Libro de Las Palmas de Gran Canaria en 1991, 1996, 1998 y en las de La Habana y Madrid en 2005.
En el año 2000, ejerce de profesor de español en la Universidad Internacional Menéndez Pelayo.
En 2004, obtuvo el Premio Hispanoamericano de Poesía Dulce María Loynaz, concedido por el Gobierno de Canarias por el libro Este hombre que está junto a ti al borde extático del precipicio, publicado en 2005.
Este mismo año, le conceden el Premio Literario de Poesía Tomás Morales, otorgado por el Cabildo de Gran Canaria y la Casa Museo Tomás Morales, por el libro Era Pompeia, publicado un año después.
Se le incluye en el Grupo de los Noventa y en el Grupo de la Poesía de la Experiencia.
Ha formado parte de los consejos de redacción de las revistas Doxa y Cendro, de la colección Ágape y del equipo de apoyo a la redacción de La Plazuela de Las Letras. Ha impartido conferencias sobre Pablo de Rokha en el marco del ciclo regional de “Poetas rescatan poetas” y sobre poesía en los centros de Secundaria de Canarias.
Desde 2004 a 2006 trabajó en el periódico El Mundo-La Gaceta de Canarias, donde fue jefe de sección, y también ejerció en la Agencia Canaria de Noticias (ACN Press).
En 2017, es invitado al Ciclo de ‘Escritores en la Casa Museo Pérez Galdós’, a la primera edición del ciclo Lectura Compartida del Centro Atlántico de Arte Moderno (CAAM), en Las Palmas de Gran Canaria y en 2021, participa en el Encuentro de Poesía Intergeneracional Canaria, Épica, celebrado en Tenerife, Fuerteventura y Gran Canaria. Y en 2023, es invitado al V Festival Hispanoamericano de Escritores, en Los Llanos de Aridane, La Palma.
Ha sido traducido al inglés, portugués e italiano.
En 2025 sale publicada una antología de su obra titulada Del vicio solitario y el deseo de compaña nueva, de la editorial Averso

## Premios
- Premio Hispanoamericano de Poesía Dulce María Loynaz, 2004[16]
- Premio de Poesía Tomás Morales, 2004.[17][18]
- Accésit del V Premio Internacional de Poesía Ciudad de Las Palmas de GC, 1997
- Nuevas Escrituras Canarias, Gobierno de Canarias, 1996
- Accésit del Premio de Poesía Tomás Morales, 1994

## Obras
- Sea de quien la mar no teme airada (El Museo Canario, Las Palmas de GC, 1995)
- La luz que nos hiera (Nuevas Escrituras Canarias, Gobierno de Canarias, 1996)
- A un amar adverso (Cabildo de Gran Canaria, 1996)
- Pablo de Rokha: la escritura de la transgresión (Ensayo, Cabildo de Gran Canaria, 1996)
- Ultimar en tus brazas (Ayuntamiento de Las Palmas de GC, 1998)
- Bestiario de la implicitación (Las veladas de Monsieur Teste, Las Palmas de GC, 2000)
- El crimen perfecto (Anroart Ediciones, Las Palmas de GC, 2005)[19]
- Donde menos se piensa salta el gatoliebre (Ediciones Baile del Sol, 2005)[20]
- Este hombre que está junto a ti al borde extático del precipicio (La Página Ediciones, Sta. Cruz de Tenerife, 2005)
- Era Pompeia (Cabildo de GC, 2005, y Ediciones Vitruvio, 2012)[21]
- Palabrota poeta (Ediciones Vitruvio, 2014)[22][23]
- Las calmas aparentes (novela, Ediciones Baile del Sol, Tenerife, 2015)[24][25]
- Una mujer en todo el cuerpo. Antología 1996-2014 (Ediciones Vitruvio, 2015)[26]
- Silva Rerum (Mercurio Editorial, 2020)[27]
- Con destinataria (BGR Editora, 2021)[28]
- Llamarse Federico (Nectarina Editorial, 2022)[29]
- Puerco Cuerpo (Ediciones La Palma, 2025)[30][31]
- Del vicio solitario y el deseo de compaña nueva (Editorial Averso, 2025)[32][33]